# Nenad Babović
Nenad Babović (serbisch-kyrillisch Ненад Бабовић; * 2. Januar 1976 in Belgrad) ist ein ehemaliger serbischer Leichtgewichts-Ruderer, der vor 2002 für Jugoslawien und bis 2006 für Serbien und Montenegro antrat.

## Sportliche Karriere
Der 1,86 m große Nenad Babović ruderte bei den Weltmeisterschaften 2001 zusammen mit Veljko Urošević auf den sechsten Platz im Leichtgewichts-Zweier ohne Steuermann. Bei den Olympischen Spielen 2004 erreichten die beiden zusammen mit Goran Nedeljković und Miloš Tomić den siebten Platz im Leichtgewichts-Vierer ohne Steuermann. 2007 startete Babović wieder im Leichtgewichts-Vierer ohne Steuermann, das Erreichen des C-Finales bei den Weltmeisterschaften 2007 langte nicht für die erhoffte Olympiaqualifikation für 2008. Bei den Europameisterschaften 2007 gewann der serbische Vierer in der Besetzung von 2004 die Silbermedaille hinter den Italienern wie auch ein Jahr später bei den Europameisterschaften. 
Bei den Weltmeisterschaften 2009 gewannen Tomić und Babović die Bronzemedaille im Zweier. Drei Wochen danach bei den Europameisterschaften erhielten die beiden zusammen mit Nemanja Nešić und Miloš Stanojević Bronze im Vierer. In der gleichen Besetzung gewann der serbische Vierer auch zwei Jahre später die Bronzemedaille bei den Europameisterschaften 2011. Mit Nikola Selaković für den im Juni 2012 verstorbenen Nešić gewann der serbische Vierer auch bei den Europameisterschaften 2012 Bronze, dies war die letzte internationale Medaille für Nenad Babović.